# 光明寺 (八尾市服部川)
光明寺（こうみょうじ）は、大阪府八尾市服部川にある融通念仏宗の寺院。山号は紫雲山。河内西国霊場第9番札所。

## 歴史
光明寺の創建は不明だが1691年（元禄3年）に秀山和尚により中興されたという。
明治時代に入り1872年（明治5年）に小学校教育制度が始まると、光明寺の堂舎において小学校が開校し、2016年に閉校した八尾市立中高安小学校発祥の地となった。（現在の八尾市立高安小学校の元となった。）
2009年（平成21年）に本堂が建て替えられた。
河内西国霊場では光明寺は長らく客番であったが、平成時代後期に柏原市大平寺の観音寺と入れ替わる形で第9番札所となった。

## 境内
- 本堂 - 本尊・阿弥陀如来像
- 地蔵堂 - 地蔵立像（室町時代末期の製作か）[1]

## 札所
河内西国霊場
8 大黒寺　--　9 光明寺　--　10 千手寺

## 交通
- 近鉄信貴線 服部川駅下車、徒歩5分

## 周辺情報
- 神宮寺
- 服部川八幡宮